# Damasonium alisma
Damasonie plantain-d'eau, Damasonie étoilée, Étoile d'eau
Espèce
Statut de conservation UICN

 VU  : Vulnérable
La Damasonie plantain-d'eau, Damasonie étoilée ou Étoile d'eau (Damasonium alisma) est une espèce de plantes de la famille des Alismatacées.